# Kościół św. Marcina w Czermnej
Kościół św. Marcina w Czermnej – rzymskokatolicki dawny kościół parafialny pw. św. Marcina Biskupa w Czermnej z 1520 roku.
Świątynia leży na szlaku architektury drewnianej w Województwie Małopolskim. 

## Historia obiektu
Kościół pw. św. Marcina został zbudowany w 1520 roku, prawdopodobnie na miejscu wcześniejszej świątyni w parafii Czermna, istniejącej od 2. połowy XIV wieku. W 1537 roku został poświęcony. W XVIII wieku kościół został przebudowany i powiększony przez dostawienie wieży i kaplicy Serca Jezusowego, przylegającej do południowej nawy. Jednocześnie dotychczasowe, jednonawowe wnętrze przez wprowadzenie filarów i arkad przekształcono na trzynawowe, z barokowym wystrojem. Odnawiany w 1850, 1877 roku. W 1911 roku pokryty blachą. W 1954 roku kościół otrzymał przywilej sanktuarium maryjnego. Remontowany w 1968 roku. Od 2006 roku pełni przejściowo funkcję kaplicy cmentarnej. Obecnie trwają prace konserwatorskie w celu przywrócenia mu dawnej świetności.

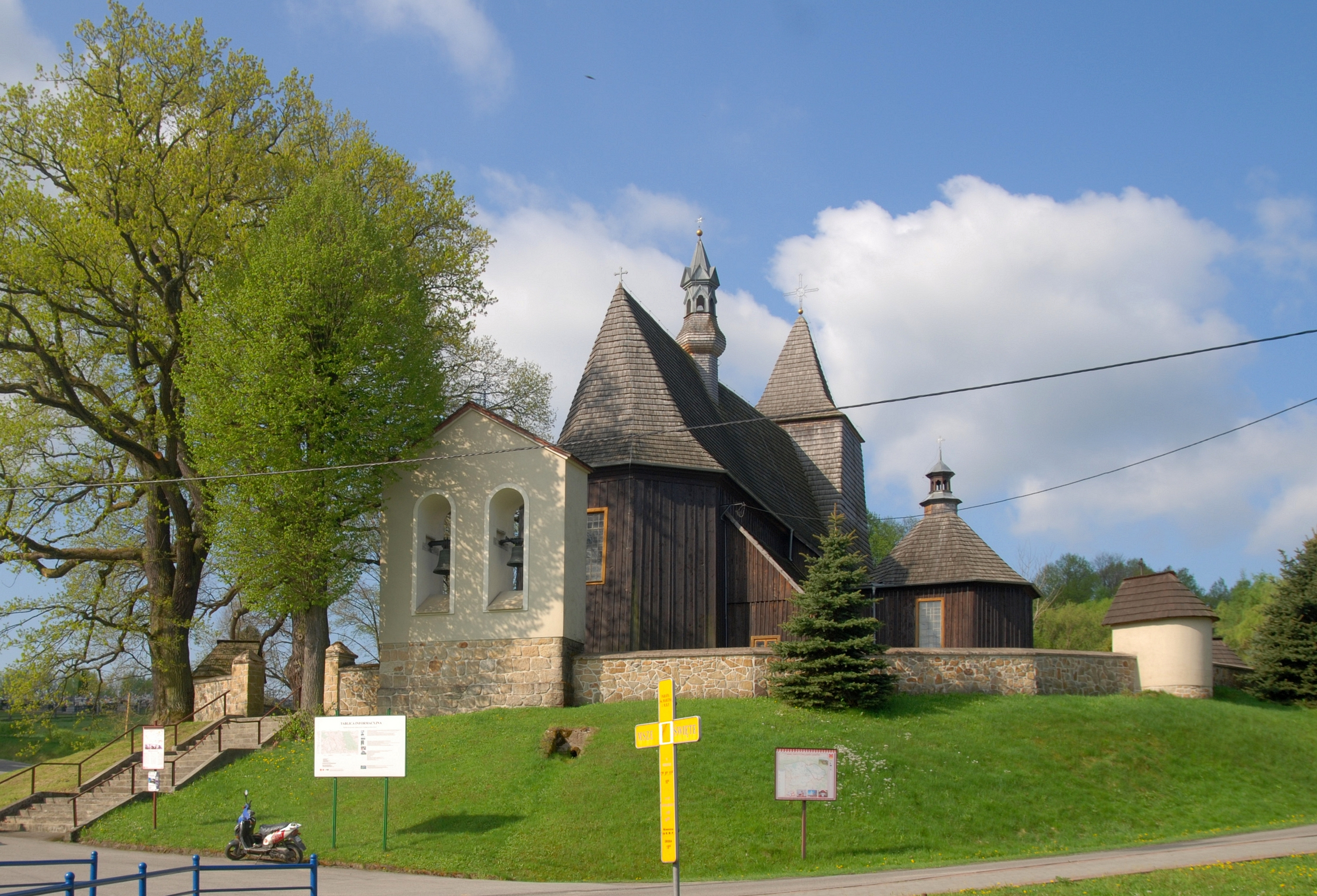
Widok od strony północnej
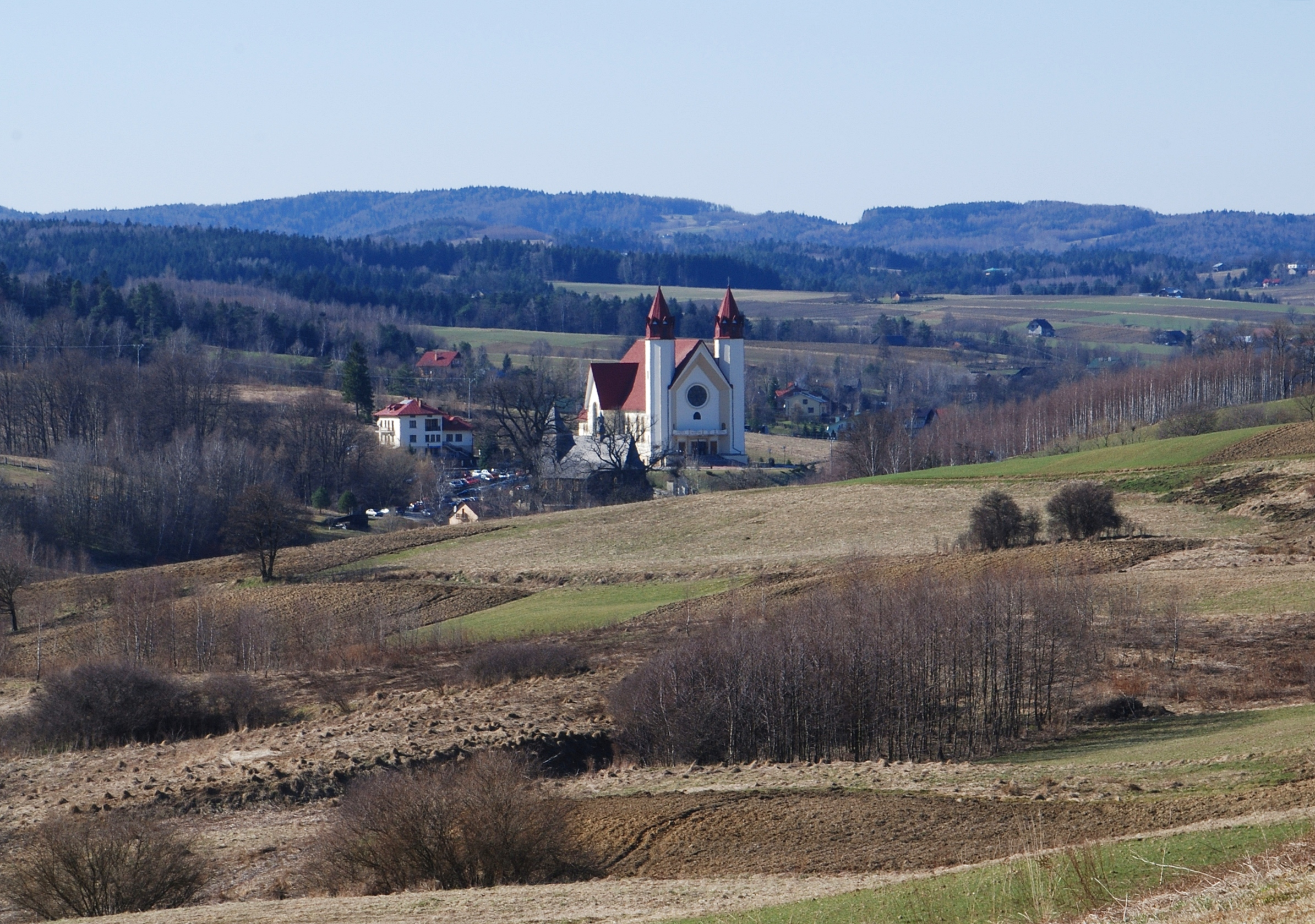
Widok ogólny
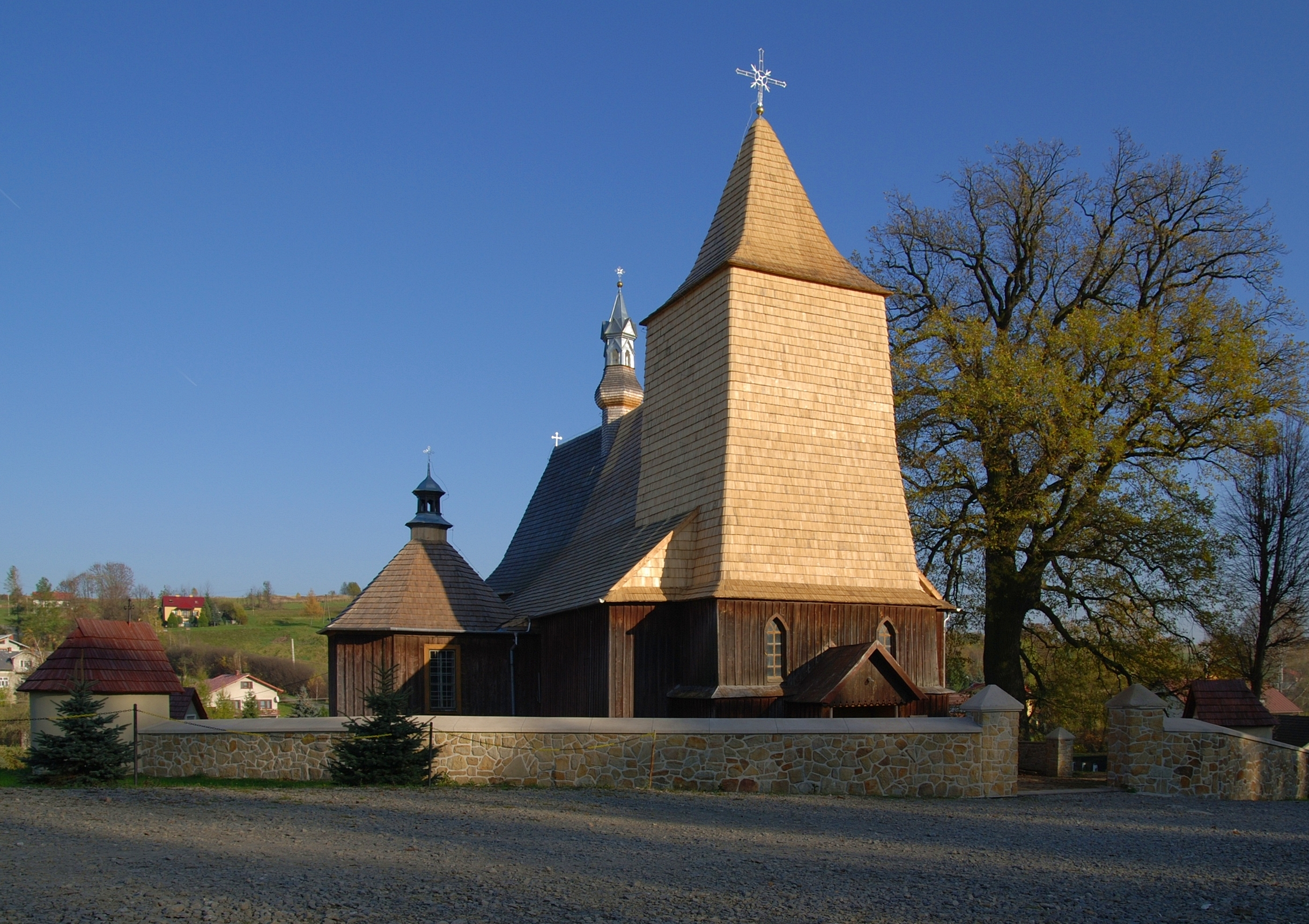
Elewacja frontowa

## Architektura i wyposażenie
Kościół św. Marcina jest trzynawowym, orientowanym kościołem halowym konstrukcji zrębowej, z wieżą konstrukcji słupowej od zachodu. Korpus kościoła otaczają soboty. Budynek przykryty jest dwuspadowym dachem z neogotycką wieżyczką na sygnaturkę z XIX wieku. Kaplica nakryta jest ośmiopolową kopułą z latarnią.

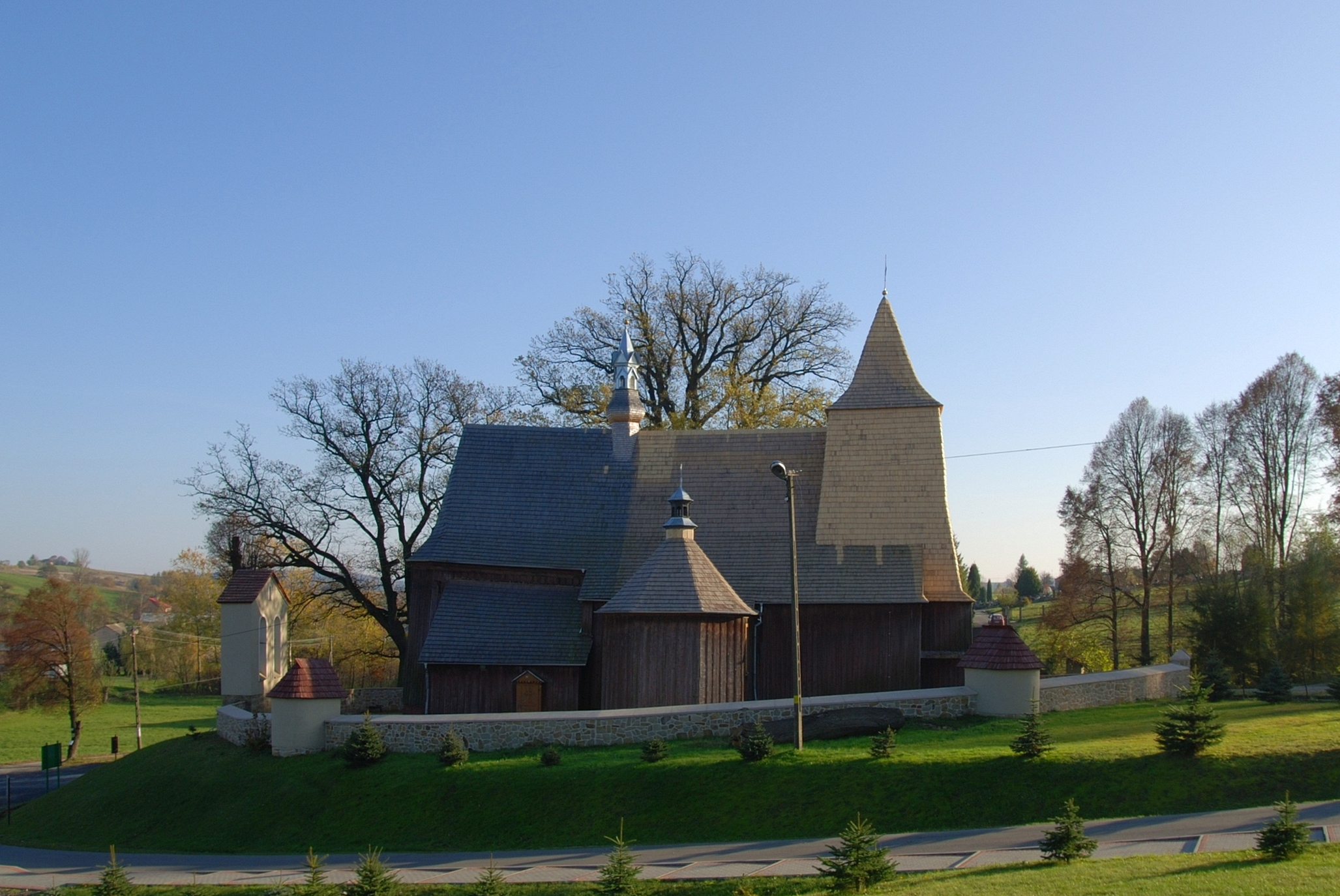
Elewacja zachodnia
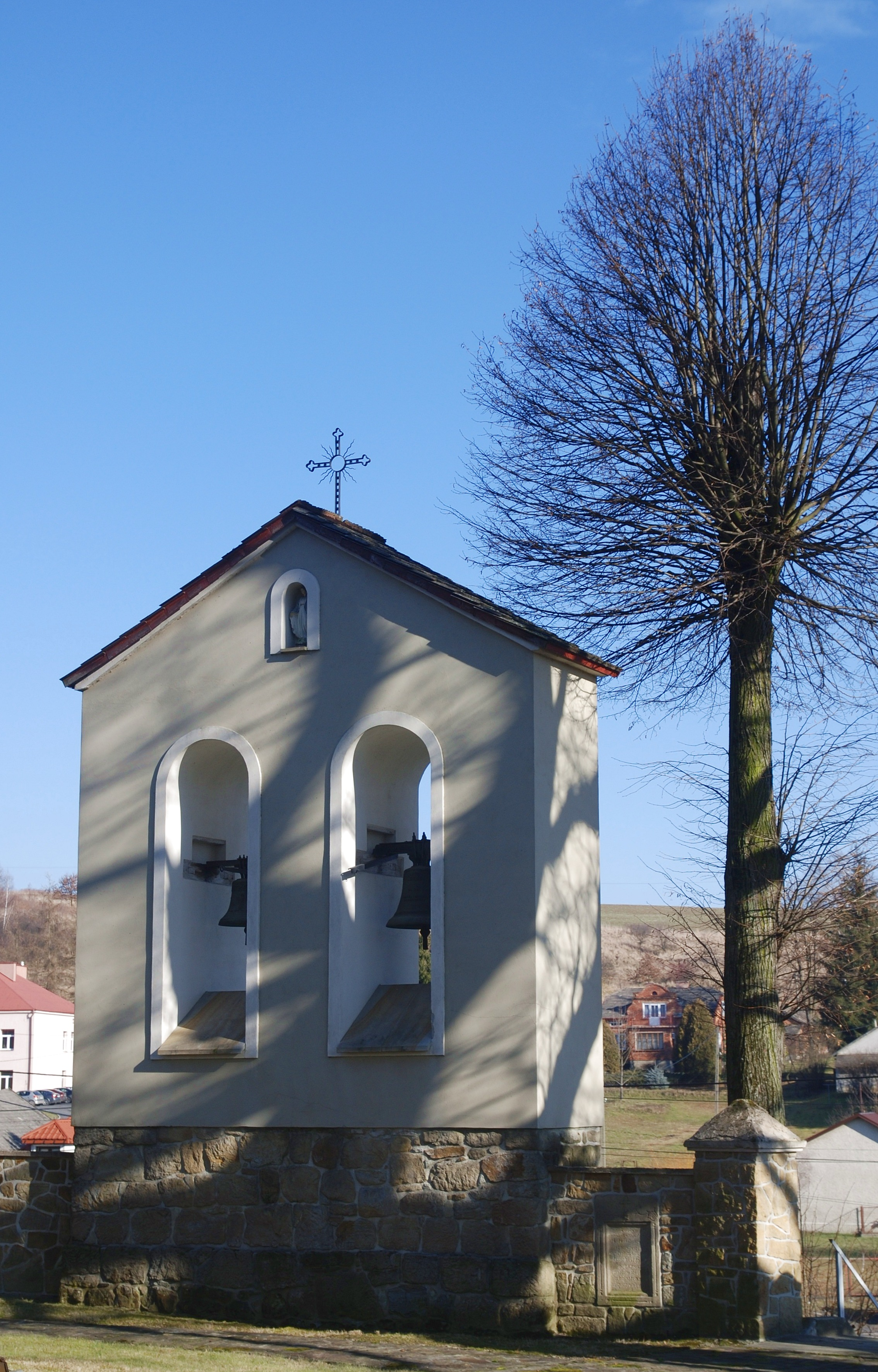
Dzwonnica
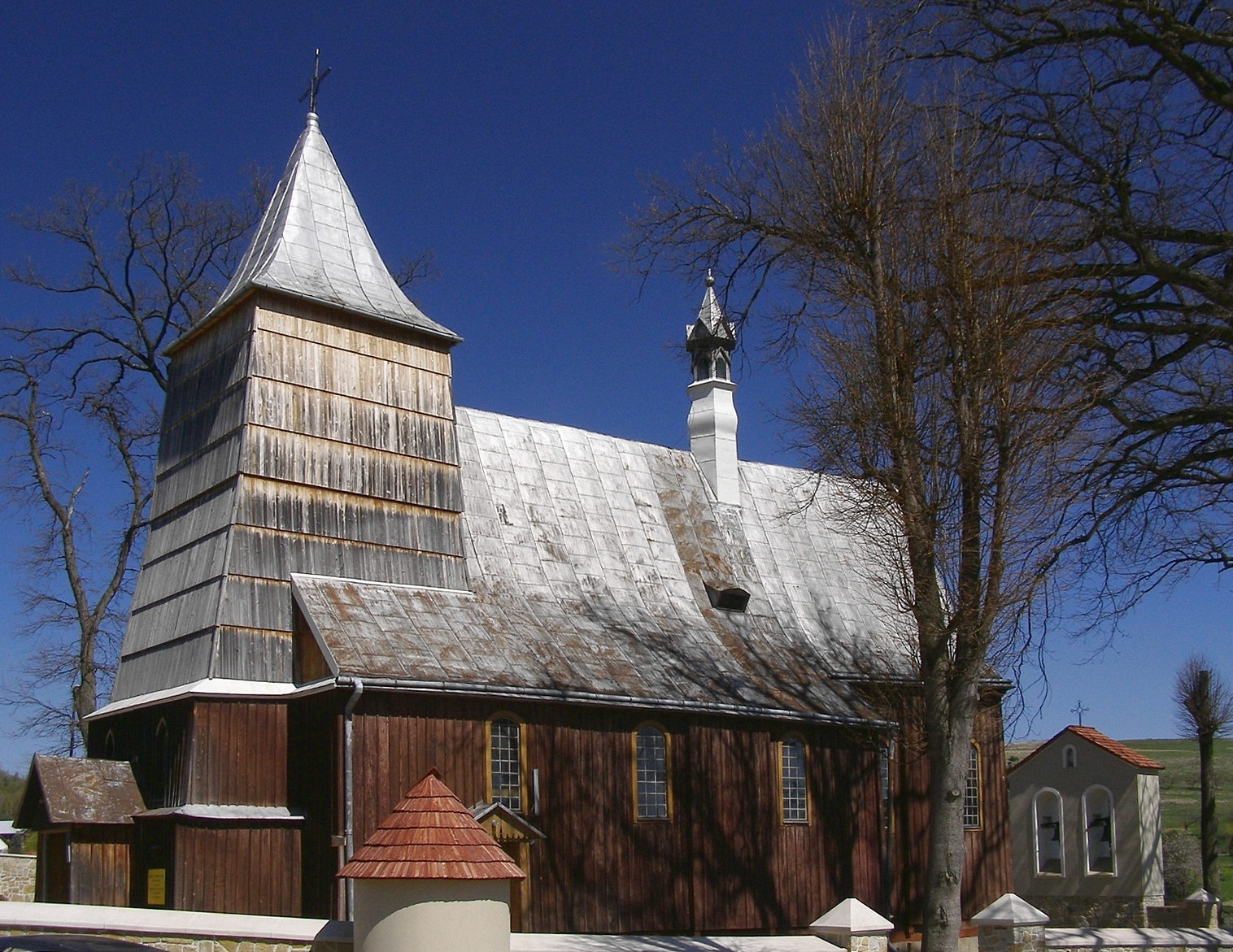
Przed remontem, 2007

Wnętrze kościoła nakryte stropem płaskim, w nawie z zakrzywieniami, podparte czterema ośmiobocznymi filarami. Stropy i ściany pokryte polichromią ornamentalną i figuralną z 1877 roku. Wyposażenie pochodzi z różnych okresów, głównie z XVII, XVIII i XIX wieku. W kościele znajduje się pięć ołtarzy. Rokokowy ołtarz główny ma w zwieńczeniu barokowy obraz Świętej Trójcy oraz rzeźby czterech Ewangelistów. Do 2000 roku w ołtarz ten wprawiony był słynący łaskami obraz Matki Bożej Pocieszenia, po czym został przeniesiony do ołtarza nowo wybudowanego Sanktuarium Matki Bożej Pocieszenia. Ponadto w wyposażeniu świątyni znajdują się między innymi: kamienna chrzcielnica i późnogotycki krucyfiks z XVI wieku, stacje drogi krzyżowej z XVIII wieku oraz obrazy z XVII i XIX wieku.

## Otoczenie kościoła
Obok stoi wolnostojąca murowana dzwonnica parawanowa z XVIII/XIX wieku z dwoma dzwonami odlanymi w 1946 roku. Jeden z nich stanowi wotum za ocalenie ludności wsi podczas II wojny światowej i został ufundowany przez parafian. Kościół otoczony jest kamiennym ogrodzeniem z bramą i czterema kapliczkami.